# Baures flygfält
Baures flygfält är ett flygfält i Bolivia.   Det ligger i departementet Beni, i den norra delen av landet, 600 kilometer norr om huvudstaden Sucre. Baures Airport ligger 144 meter över havet intill orten Baures.
Terrängen runt Baures Airport är mycket platt.